# Unione Sportiva Lecce 1930-1931
Questa pagina raccoglie i dati riguardanti l'Unione Sportiva Lecce nelle competizioni ufficiali della stagione 1930-1931.

## Stagione
Il Lecce nella stagione 1930-1931 partecipa alla Serie B classificandosi al quattordicesimo posto con 26 punti. Allenato dal tecnico Pietro Piselli riesce a mantenere la categoria per un solo punto. Infatti con 25 punti Udinese e Lucchese hanno spareggiato per evitare la retrocessione. Sono retrocesse in Prima Divisione Lucchese. Derthona e Liguria. Mentre hanno vinto il torneo e sono salite in Serie A Fiorentina e Bari.

## Divise
| Casa |

## Rosa
| N. |                   | Ruolo | Calciatore       |
| -- | ----------------- | ----- | ---------------- |
|    | Italia (bandiera) | P     | Lorenzo Niccolai |
|    | Italia (bandiera) | P     | Giovanni Panetta |
|    | Italia (bandiera) | D     | Radice           |
|    | Italia (bandiera) | D     | Luigi Rizzatti   |
|    | Italia (bandiera) | D     | Ballanti         |
|    | Italia (bandiera) | D     | Tommaso Corallo  |
|    | Italia (bandiera) | D     | Teresio Fortina  |
|    | Italia (bandiera) | D     | Ilvio Fallani    |
|    | Italia (bandiera) | D     | Pierino Lavè     |
|    | Italia (bandiera) | C     | Riccardo Mottola |
|    | Italia (bandiera) | C     | Oreste Benatti   |
|    | Italia (bandiera) | C     | Edoardo Giannone |

| N. |                   | Ruolo | Calciatore         |
| -- | ----------------- | ----- | ------------------ |
|    | Italia (bandiera) | C     | Oscar Varola       |
|    | Italia (bandiera) | C     | Carlo Pranzo       |
|    | Italia (bandiera) | C     | Enrico Engel       |
|    | Italia (bandiera) | C     | Ugo Starace        |
|    | Italia (bandiera) | C     | Giuseppe Valenti   |
|    | Italia (bandiera) | C     | Giovanni Gravisi   |
|    | Italia (bandiera) | A     | Domenico Locatelli |
|    | Italia (bandiera) | A     | Giorgio Pitacco    |
|    | Italia (bandiera) | A     | Dino Sbrana        |
|    | Italia (bandiera) | A     | Tommaso Bisanti    |
|    | Italia (bandiera) | A     | Bruno Scher        |